# Virtus Eirene Ragusa 2019-2020
Questa voce raccoglie le informazioni riguardanti la Virtus Eirene Ragusa nelle competizioni ufficiali della stagione 2019-2020.

## Stagione
La stagione 2019-2020 è la settima che la squadra, sponsorizzata Passalacqua Trasporti, disputa in Serie A1.

## Verdetti stagionali
Competizioni nazionali
- Supercoppa italiana: (2 partite)

gara persa il 13 ottobre 2019 contro Schio (54-61).

## Roster
| Passalacqua Ragusa | Passalacqua Ragusa |
| Giocatrici         | Staff tecnico      |
| ------------------ | ------------------ |

| 0  | Italia (bandiera)                           | A  | Marzia Tagliamento   | 1996 | 181 cm |  |  |
| 3  | Italia (bandiera)                           | PG | Nicole Romeo         | 1989 | 168 cm |  |  |
| 4  | Italia (bandiera)                           | GA | Chiara Consolini (C) | 1988 | 182 cm |  |  |
| 7  | Italia (bandiera)                           | G  | Martina Kacerik      | 1996 | 181 cm |  |  |
| 8  | Italia (bandiera)                           | A  | Laura Gatti          | 2001 | 184 cm |  |  |
| 11 | Italia (bandiera)                           | G  | Beatrice Stroscio    | 2001 | 167 cm |  |  |
| 17 | Italia (bandiera)                           | P  | Agnese Soli          | 1987 | 168 cm |  |  |
| 21 | Italia (bandiera)                           | A  | Giuditta Nicolodi    | 1995 | 185 cm |  |  |
| 22 | Stati Uniti (bandiera) · Romania (bandiera) | AC | Ashley Walker        | 1987 | 187 cm |  |  |
| 25 | Stati Uniti (bandiera)                      | AC | Dearica Hamby        | 1993 | 191 cm |  |  |
| 33 | Italia (bandiera)                           |    | Sharon Baglieri      | 2000 |        |  |  |
| 44 | Italia (bandiera)                           | C  | Valentina Gatti      | 1988 | 191 cm |  |  |
| 52 | Stati Uniti (bandiera)                      | A  | Ifunanya Ibekwe      | 1989 | 187 cm |  |  |

| Allenatore                                                                       |
| - Gianni Recupido Vice allenatore: - Angela Gianolla - Ninni Gebbia              |
| Assistente/i                                                                     |
| - Maurizio Ferrara Legenda - (C) Capitano Roster Aggiornato al: 10 dicembre 2019 |

## Mercato

### Sessione estiva
Confermata la play Nicole Romeo con un contratto biennale, il capitano Chiara Consolini, Dearica Hamby e Agnese Soli, vengono promosse in prima squadra dalle giovanili Beatrice Stroscio e Laura Gatti. Inoltre sono stati effettuati i seguenti trasferimenti:
| Acquisti | Acquisti          | Acquisti        | Acquisti   |
| R.       | Nome              | da              | Modalità   |
| -------- | ----------------- | --------------- | ---------- |
| G        | Martina Kacerik   | Reyer Venezia   | definitivo |
| A        | Giuditta Nicolodi | GEAS            | definitivo |
| AC       | Ashley Walker     | Mersin BŞB      | definitivo |
| C        | Valentina Gatti   | Pall. Broni     | definitivo |
| A        | Ifunanya Ibekwe   | Bellona Kayseri | definitivo |

| Cessioni | Cessioni              | Cessioni           | Cessioni       |
| R.       | Nome                  | a                  | Modalità       |
| -------- | --------------------- | ------------------ | -------------- |
| GA       | Sabrina Cinili        | Famila Schio       | fine contratto |
| C        | Alessandra Formica    | -                  | fine contratto |
| AC       | Giorgia Rimi          | Ponzano            | fine contratto |
| AC       | Jillian Harmon        | Famila Schio       | fine contratto |
| C        | Alina Crăciun         | Alma Basket        | fine contratto |
| P        | Angela Gianolla       | -                  | ritiro         |
| C        | Lucia Adele Savatteri | High School Bk Lab | fine contratto |
| P        | Giulia Bongiorno      | -                  | fine contratto |
| GA       | Jessica Kuster        | Sydney Flames      | fine contratto |

### Sessione autunnale
| Acquisti | Acquisti           | Acquisti         | Acquisti   |
| R.       | Nome               | da               | Modalità   |
| -------- | ------------------ | ---------------- | ---------- |
| A        | Marzia Tagliamento | PB63 Battipaglia | definitivo |

| Cessioni | Cessioni | Cessioni | Cessioni |
| R.       | Nome     | a        | Modalità |
| -------- | -------- | -------- | -------- |

## Risultati

### Supercoppa italiana

#### Semifinale
| Arbitri: | Enrico Boscolo (Chioggia) Alberto Perocco (Treviso) Maria Giulia Forni (Cervia) |

|             |          |                         |
| Walker 21   | Punti    | 14 Crudo                |
| Consolini 6 | Assist   | 3 Arturi, Crudo, Verona |
| Hamby 9     | Rimbalzi | 5 Brunner, Ercoli       |

#### Finale
| Arbitri: | Stefano Wassermann (Trieste) Daniele Yang Yao (Vigasio) Claudia Ferrara (Napoli) |

|           |          |                 |
| Harmon 15 | Punti    | 12 Consolini    |
| Keys 4    | Assist   | 3 Romeo         |
| Lisec 10  | Rimbalzi | 8 Hamby, Ibekwe |

## Statistiche
Campionato (stagione regolare e play-off)
| Giocatrice             | Partite | PG | Minuti | Punti | Tiri da due | Tiri da due | Tiri da due | Tiri da tre | Tiri da tre | Tiri da tre | Tiri liberi | Tiri liberi | Tiri liberi | Rimbalzi | Rimbalzi | Rimbalzi | Palle | Palle | Stoppate | Stoppate | Assist | Falli | Falli | Val. |
| Giocatrice             | Partite | PG | Minuti | Punti | R           | T           | %           | R           | T           | %           | R           | T           | %           | D        | O        | T        | P     | R     | S        | D        | Assist | F     | S     | Val. |
| ---------------------- | ------- | -- | ------ | ----- | ----------- | ----------- | ----------- | ----------- | ----------- | ----------- | ----------- | ----------- | ----------- | -------- | -------- | -------- | ----- | ----- | -------- | -------- | ------ | ----- | ----- | ---- |
| Baglieri Sharon        | 10      | 6  | 52     | 12    | 1           | 2           | 50          | 3           | 11          | 27          | 1           | 2           | 50          | 6        | 0        | 6        | 3     | 1     | 0        | 0        | 3      | 5     | 1     | 5    |
| Consolini Chiara       | 20      | 20 | 570    | 228   | 62          | 142         | 44          | 27          | 80          | 34          | 23          | 33          | 70          | 42       | 5        | 47       | 31    | 13    | 1        | 2        | 58     | 24    | 31    | 180  |
| Gatti Laura            | 18      | 9  | 38     | 14    | 6           | 9           | 67          | 0           | 0           | 0           | 2           | 2           | 100         | 4        | 1        | 5        | 1     | 1     | 0        | 1        | 1      | 6     | 2     | 14   |
| Gatti Valentina Maria  | 21      | 20 | 275    | 37    | 18          | 37          | 49          | 0           | 0           | 0           | 1           | 2           | 50          | 24       | 7        | 31       | 14    | 5     | 2        | 1        | 7      | 24    | 7     | 28   |
| Hamby Dearica Marie    | 18      | 18 | 554    | 382   | 144         | 220         | 65          | 7           | 26          | 27          | 73          | 102         | 72          | 162      | 35       | 197      | 52    | 37    | 4        | 6        | 52     | 34    | 94    | 554  |
| Ibekwe Ifunanya Debbie | 16      | 10 | 242    | 115   | 28          | 56          | 50          | 13          | 31          | 42          | 20          | 31          | 65          | 49       | 14       | 63       | 25    | 18    | 1        | 10       | 20     | 20    | 21    | 144  |
| Kacerik Martina        | 6       | 6  | 126    | 41    | 1           | 6           | 17          | 11          | 24          | 46          | 6           | 6           | 100         | 9        | 1        | 10       | 5     | 5     | 1        | 1        | 11     | 11    | 7     | 40   |
| Nicolodi Giuditta      | 20      | 18 | 338    | 103   | 34          | 71          | 48          | 2           | 9           | 22          | 29          | 41          | 71          | 37       | 30       | 67       | 19    | 5     | 7        | 1        | 19     | 34    | 35    | 114  |
| Romeo Nicole Elaine    | 21      | 21 | 611    | 255   | 30          | 69          | 43          | 51          | 130         | 39          | 42          | 51          | 82          | 39       | 10       | 49       | 53    | 25    | 3        | 2        | 78     | 53    | 63    | 236  |
| Soli Agnese            | 21      | 21 | 486    | 55    | 12          | 31          | 39          | 10          | 36          | 28          | 1           | 2           | 50          | 46       | 10       | 56       | 32    | 15    | 4        | 0        | 76     | 43    | 16    | 93   |
| Stroscio Beatrice      | 21      | 10 | 96     | 28    | 6           | 14          | 43          | 4           | 9           | 44          | 4           | 7           | 57          | 2        | 3        | 5        | 5     | 2     | 1        | 0        | 7      | 9     | 7     | 18   |
| Tagliamento Marzia     | 11      | 11 | 235    | 95    | 15          | 24          | 62          | 19          | 45          | 42          | 8           | 12          | 67          | 24       | 6        | 30       | 17    | 5     | 0        | 0        | 22     | 26    | 11    | 81   |
| Walker Ashley Janeen   | 21      | 21 | 599    | 327   | 93          | 161         | 58          | 31          | 72          | 43          | 48          | 64          | 75          | 91       | 41       | 132      | 37    | 27    | 2        | 15       | 39     | 51    | 66    | 391  |